# Сибирский торговый банк (Новосибирск)
Сибирский торговый банк (первоначально — Сибирский биржевой банк) — российский банк, действовавший с 1991 по 1997 год. Головной офис располагался в Новосибирске.

## История
Финансовая организация была основана в 1991 году и первоначально называлась Сибирским биржевым банком.
8 января 1992 года Главным управлением Центрального Банка по Новосибирской области был зарегистрирован Сибирский торговый банк, который 23 августа 1994 года получил генеральную лицензию на проведение банковской деятельности.
В 1994 году организация внедрила систему межбанковских расчётов пластиковыми картами «Золотая Корона», разработанную Центром финансовых технологий, который в то время фактически находился в составе банка.
В 1995 году в связи с августовским кризисом на московском межбанковском кредитном рынке финансовое состояние банка заметно ухудшилось, учреждение не смогло вернуть заёмщику крупный кредит, потеряло ликвидность, к тому же по причине нехватки средств на его корреспондентском счёте образовалась картотека неоплаченных расчётных документов.
В середине 1996 года для соблюдения договорённостей с юридическими лицами банк начал использовать переуступки прав требований и взаимозачётные схемы.
21 апреля 1997 года на основании Приказа Банка России № 02-187 банковская лицензия была отозвана, к этому времени уставной капитал организации достигал 100 млн. руб., число акционеров — свыше 18 тысяч, из которых более 17,9 тысяч были физическими лицами.
26 июня 1997 финансовое учреждение было ликвидировано, а приказ Банка России № ОД-422 от 24 июня 2002 аннулировал запись о регистрации банка в Книге государственной регистрации кредитных организаций.

## Основные направления
- проведение межбанковских расчётов с применением новых IT-средств путём операций по корреспондентским счетам банков из других городов в Сибирском торговом банке;

- деятельность на межбанковском кредитном рынке;

- выдача кредитов крупным производственным предприятиям, собственным холдинговым организациям, государственным органам;

- привлечение средств физических лиц[2].

## Учредители
Учредителями Сибирского торгового банка были 3 юридических лица.

## Филиалы
Банк имел четыре филиала в Барнауле, Москве, Санкт-Петербурге и Калининграде.